# Йоухикко

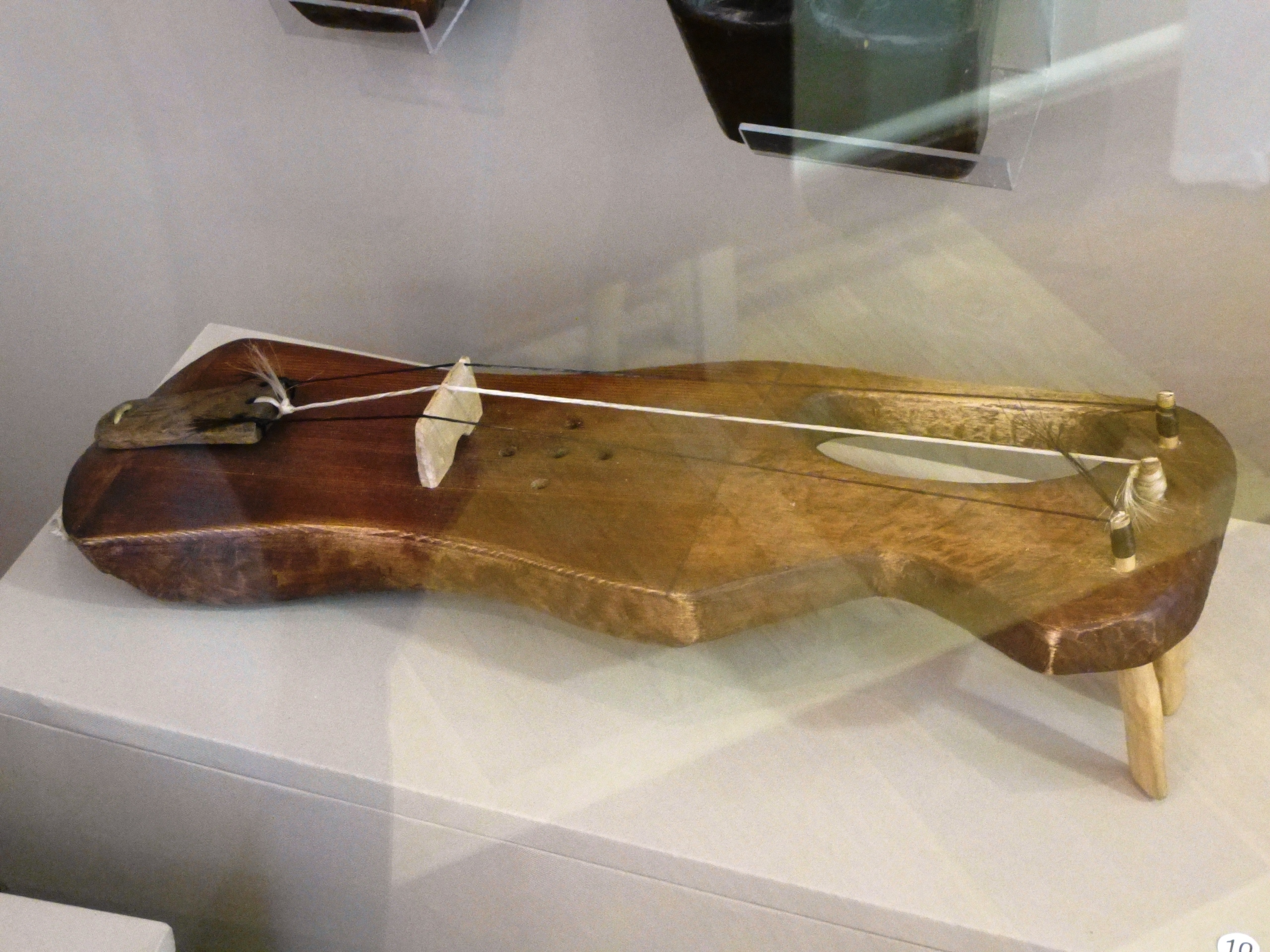
Йоухикко. Национальный музей Республики Карелия

Йо́ухикко (карел. и фин. jouhikko, также фин. jouhikas), смычковое кантеле — карело-финский смычковый инструмент.

## Общие сведения
Для изготовления йоухикко используется ель, сосна или берёза. По форме представляет собой неглубокое корытце с широким фигурным грифом со специальным вырезом для руки. Струны (две или три), как правило, волосяные («jouhi» — рус. конский волос, от чего инструмент получил название йоухикко) или жильные из четырёх или шести прядей натягиваются при помощи колков. В наши дни для йоухикко используют синтетические и металлические струны (альтовые или гитарные). Смычок дугообразный.
Инструмент пользуется большой популярностью среди исполнителей финской и карельской фольклорной музыки. Репертуар традиционных исполнителей составляют рунические, песенные и танцевальные мелодии.
В 1970—1980 годы традиции игры на йоухикко была дана новая жизнь. В Академии имени Сибелиуса (Хельсинки) и в Институте народной музыки (Каустинен, Финляндия) начали действовать курсы обучения игре и изготовлению йоухикко.

## Техника игры
Йоухикко упирается нижней лопастью во внутреннюю поверхность правого бедра сидящего музыканта чуть выше колена, и лежит боковой частью корпуса на левом бедре. Большой палец охватывает ручку, а пальцы (кроме большого) левой руки продеты в окно верхней лопасти.
Смычок держится за трость, средний и безымянный пальцы просунуты между волосом и тростью, колодкой вверх. Укорачивание струны производится прижиманием к ней пальцев левой руки. Индивидуальная постановка пальцев определяется опытом игры. Исполнитель поочерёдно прижимает тыльной стороной пальцев струну, извлекая мелодию, остальные струны обертонируют.